# Priocharax
Genre
Priocharax est un genre de poissons d'eau douce téléostéens de la famille des Characidae (ordre des Characiformes).

## Répartition
Les espèces du genre Priocharax se rencontrent en Amérique du Sud.

## Liste d'espèces
Selon FishBase (18 septembre 2023) :
- Priocharax ariel Weitzman & Vari, 1987
- Priocharax britzi Mattox, Souza, Toledo-Piza & Oliveira, 2021
- Priocharax marupiara Mattox, Britz, Souza, Casas, Lima & Oliveira, 2023
- Priocharax nanus Toledo-Piza, Mattox & Britz, 2014
- Priocharax pygmaeus Weitzman & Vari, 1987
- Priocharax toledopizae Mattox, Britz, Souza, Casas, Lima & Oliveira, 2023
- Priocharax varii Mattox, Souza, Toledo-Piza, Britz & Oliveira, 2020

## Systématique
Le nom valide complet (avec auteur) de ce taxon est Priocharax Weitzman (d) & Vari (d), 1987,.

## Étymologie
Le nom générique, Priocharax, composé du grec ancien πρίω, príô, « scie », et du genre Charax, le genre type des Characiformes, fait allusion aux nombreuses petites dents de la mâchoire de ces espèces faisant d'elles des « porte-scies ».

## Publication originale
- (en) Stanley H. Weitzman et Richard P. Vari, « Two new species and a new genus of miniature characid fishes (Teleostei: Characiformes) from northern South America », Proceedings of the Biological Society of Washington, Washington, Biological Society of Washington (d), vol. 100, no 3,‎ 1987, p. 640-652 (ISSN 0006-324X et 1943-6327, OCLC 1536434, lire en ligne).